# Belbèze-de-Lauragais
Belbèze-de-Lauragais là một xã thuộc tỉnh Haute-Garonne trong vùng Occitanie ở tây nam nước Pháp. Xã nằm ở khu vực có độ cao trung bình 220 mét trên mực nước biển.